# 당의 노래
《당의 노래》(독일어: Lied der Partei 리드 데어 파르타이[*])는 동독의 집권당이었던 독일 사회주의통일당의 당가였다. 루이 퓌른베르크에 의해 작곡되었다. 첫번째 소절인 Die Partei, die Partei, die hat immer recht(디 파르타이, 디 파르타이, 디 하트 이머 레흐트; 당, 당, 당은 언제나 옳다)라는 이름으로도 알려져있다. 현재 독일의 정당 가운데 하나인 당에서 당가로 쓰는 노래이기도 하다.

## 가사
| 독일어 Sie hat uns Alles gegeben. Sonne und Wind. Und sie geizte nie. Wo sie war, war das Leben. Was wir sind, sind wir durch sie. Sie hat uns niemals verlassen. Fror auch die Welt, uns war warm. Uns schützt die Mutter der Massen. Uns trägt ihr mächtiger Arm. Die Partei, Die Partei, die hat immer recht. Und, Genossen, es bleibe dabei. Denn wer kämpft Für das Recht, der hat immer recht Gegen Lüge und Ausbeuterei. Wer das Leben beleidigt, Ist dumm oder schlecht. Wer die Menschheit verteidigt, Hat immer recht. So, aus leninschem Geist, Wächst von Stalin geschweißt, Die Partei, die Partei, die Partei! 한국어 그는 우리에게 모든것을 주었다 태양과 바람도, 아낌 없이. 당이 있기에 생명이 있고, 당이 있기에 우리도 있다. 당은 결코 우리를 버리지 않았다. 세상이 얼어붙어도, 우리는 따뜻했다. 인민의 어머니가 우리를 보호하고, 어머니의 그 강한팔로 우리를 보듬어준다. 당, 당은 언제나 옳다. 그리고 동지들, 그것과 함께 붙어라. 투쟁을 하는 자는 누구든지. 법을 위해, 그것은 언제나 옳다. 거짓과 착취에 대항하라. 누가 인생을 모욕하는가? 그것은 어리석은 짓이다. 인류애를 지키는 그것은 언제나 옳다. 레닌의 영혼으로, 스탈린에 의해 자라난 당, 당, 언제나 옳은 당이여! |